# Aletinus mongolicus
Aletinus mongolicus là một loài bọ cánh cứng trong họ Rhynchitidae. Loài này được Ter-Minassian miêu tả khoa học năm 1984.